# Buttenheim
Ne doit pas être confondu avec Butenheim.

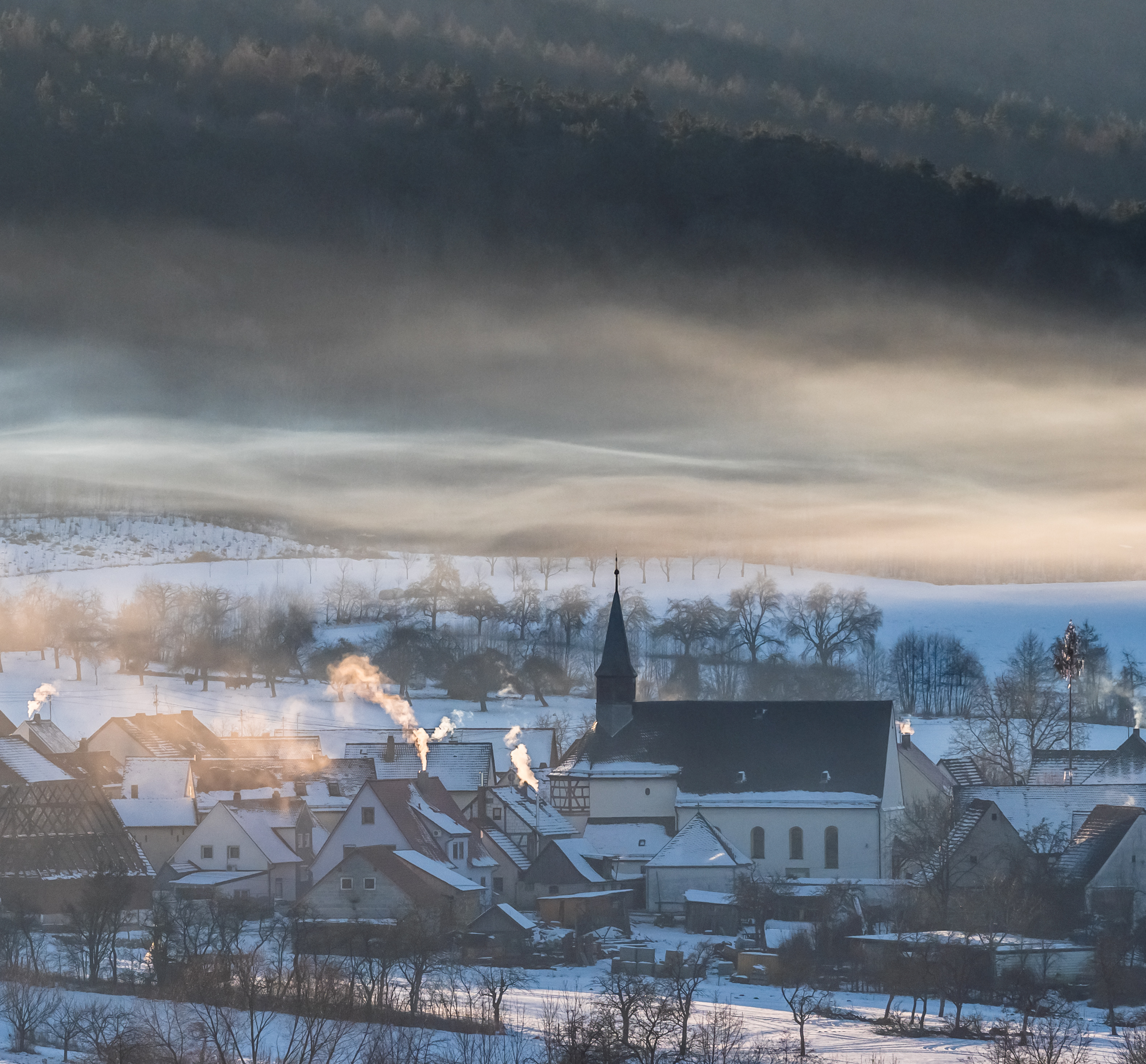
Église Maria Heimsuchung à Drosendorf près de Buttenheim. Janvier 2017.

Buttenheim est une commune de Bavière (Allemagne), située dans l'arrondissement de Bamberg, dans le district de Haute-Franconie.
Levi Strauss (Löb Strauß), inventeur du blue jeans, est né à Buttenheim.